# Draconarius pseudolateralis
Draconarius pseudolateralis är en spindelart som beskrevs av Pakawin Dankittipakul och Wang 2004. Draconarius pseudolateralis ingår i släktet Draconarius och familjen mörkerspindlar.
Artens utbredningsområde är Thailand. Inga underarter finns listade i Catalogue of Life.